# Ganja
Ganja, (azerbajdzjanska: Gəncə: Gäncä) är en stad i västra Azerbajdzjan vid floden Gäncäçay på sluttningen av Lilla Kaukasus. Staden har 394 000 invånare och är landets näst största efter huvudstaden Baku. Den har internationell flygplats samt tåg- och bussförbindelser med Baku och georgiska Tbilisi. Bland stadens näringar märks aluminiumframställning. I stadens omgivningar bedrivs ett omfattande jordbruk, inte minst vinodling. 
Ganja grundades på 400-talet och har länge varit en knutpunkt för handel i området. Från 1804 till 1918 (som del av Kejsardömet Ryssland) hade den namnet Jelizavetpol (Елизаветполь; efter Elisabet av Ryssland och mellan åren 1935 och 1991 (som del av Sovjetunionen) hette den Kirovabad (Кировабад; efter Sergej Kirov).